# 애덤 섕크먼
애덤 섕크먼(Adam Shankman, 1964년 11월 27일 ~ )은 미국의 영화 감독이다.